# Glin
Glin (w technice: aluminium; Al, łac. aluminium) – pierwiastek chemiczny, metal z bloku p układu okresowego.
Jedynym izotopem stabilnym jest 27Al.
Glin jest trzecim najpowszechniej występującym pierwiastkiem w skorupie ziemskiej. Od jego symbolu (oraz symbolu krzemu) wywodzi się dawna nazwa najbardziej zewnętrznej warstwy globu – sial.

## Historia
Sole i tlenki glinu znane były od zarania dziejów. Uwodniony, mieszany siarczan tego pierwiastka, ałun, był używany jako środek antyseptyczny przez starożytnych Greków. Istnienie tego pierwiastka i nazwę zasugerował Louis-Bernard Guyton de Morveau w 1761 r. W 1807 podobną sugestię wyraził Humphry Davy, który zaproponował nazwę aluminium. Istnieją kontrowersje na temat tego, kto pierwszy wyodrębnił ten pierwiastek w stanie czystym. Według jednych źródeł był to Friedrich Wöhler w 1827 r. wg innych Hans Christian Ørsted w 1825 r. Amerykanin Charles Martin Hall i Francuz Paul-Louis Toussaint Héroult w 1886 opracowali produkcję glinu na skalę przemysłową. Niezależnie od siebie opracowali metodę otrzymywania aluminium w procesie elektrolizy stopionej mieszaniny kriolitu i boksytu, obecnie znanym jako proces Halla-Heroulta.

## Właściwości chemiczne
Glin w stanie czystym szybko utlenia się na powietrzu, ulegając pasywacji. Pierwotnie pokrywa się warstwą Al
2O
3 o grubości kilku nm. Pod wpływem wilgoci zewnętrzna warstwa tej powłoki ulega częściowej hydrolizie i składa się z Al
2O
3 i Al(OH)
3. Natomiast wewnętrzną warstwę tworzy Al
2O
3, częściowo uwodniony do Al(O)OH. Stanowi ona ścisłą powłokę chroniącą metal przed dalszą korozją w zwykłych warunkach. Jest ona odporna na działanie roztworów wodnych o pH 4–9.
Łatwo roztwarza się w rozcieńczonych roztworach mocnych kwasów (np. HCl) i zasad (np. NaOH lub KOH) wypierając wodór, np. :
2Al + 6HCl  →  2AlCl
3 + 3H
2↑
2Al + 2NaOH + 6H
2O → 2Na[Al(OH)
4] + 3H
2↑
Jego reaktywność wobec kwasu siarkowego opisywana jest różnie:
- wg François Cardarelliego reaguje z rozcieńczonym H
2SO
4 z wydzieleniem wodoru[9]:

2Al + 3H
2SO
4  →  Al
2(SO
4)
3 + 3H
2↑
a ze stężonym H
2SO
4 reaguje łatwo z wydzieleniem dwutlenku siarki:
2Al + 6H
2SO
4  →  Al
2(SO
4)
3 + 6H
2O + 3SO
2↑
- wg Richarda J. Lewisa, Sr., reaguje jedynie z gorącym stężonym H
2SO
4, natomiast na działanie kwasu rozcieńczonego lub zimnego stężonego jest odporny[10].

W stężonym kwasie azotowym ulega silnej pasywacji, dzięki czemu jest odporny na jego działanie i jest wykorzystywany w przemyśle do wytwarzania zbiorników do jego transportu. Z kolei z chlorowanymi węglowodorami reaguje gwałtownie. Także H
2O w wysokiej temperaturze (180 °C) utlenia glin szybko.
W związkach występuje na III stopniu utlenienia, bardzo rzadko również na I i II.

## Właściwości fizyczne
Jest srebrzystobiałym metalem o niskiej gęstości, bardzo dobrej kowalności i dużej plastyczności. Jest łatwy w odlewaniu i obróbce, podczas której nie tworzy iskier. Wykazuje dobre przewodnictwo elektryczne, jest paramagnetyczny. W postaci czystej jego właściwości mechaniczne są słabe, które jednak można znacząco poprawić poprzez niewielkie ilości dodatków stopowych. Cienkie powłoki naparowanego glinu są trwałymi, bardzo dobrymi zwierciadłami dla światła widzialnego i promieniowania cieplnego (czysty glin odbija do 99% światła widzialnego i do 95% podczerwieni).

## Zastosowanie

### Stopy aluminium
Ze względu na swoje właściwości, takie jak mała gęstość i odporność na korozję, stopy glinu z miedzią i magnezem zwane duraluminium znalazły wiele zastosowań i są używane do wyrobu szerokiej grupy produktów – od części karoserii i silników samochodów, przez poszycia i elementy konstrukcyjne samolotów, po części statków kosmicznych. Tak zwane aluminium utwardzane dyspersyjnie jest wykorzystywane w produkcji koszulek elementów paliwowych i konstrukcyjnych rdzeni niektórych badawczych reaktorów jądrowych. Stopów aluminium z manganem i magnezem używa się do produkcji puszek do napojów (stopy 3004 lub 3104 na ścianki oraz 5182 na wieczka).
Aluminium słabo pochłania neutrony termiczne (ok. 20 fm²), przez co wykorzystywane jest w technice reaktorowej na koszulki elementów paliwowych.

### Czysty glin
Próżniowe napylenie glinu na powierzchnię szkła lub przezroczystych tworzyw sztucznych wykorzystywane jest do produkcji luster.

#### Pył glinowy
Pył glinu używany jest w hutnictwie do otrzymywania metali z ich tlenków w procesie aluminotermii. Stosowana w tym procesie mieszanina glinu oraz tlenków metali jest znana pod nazwą termit. Termitu używa się do spawania rur i szyn kolejowych, a także do produkcji broni zapalającej. Jest także stosowany w materiałach wybuchowych np. amonal.
Jest też składnikiem farb metalicznych odpowiedzialnym za charakterystyczny połysk.
W syntezie chemicznej pył aluminium stosowany jest w reakcjach uwodorniania i jako zamiennik cynku w reakcji Reformatskiego.
Stosowany jest również w przemyśle spożywczym, jako barwnik metaliczny. Używany jest przy srebrnych dekoracjach ciast i tortów. Parlament Europejski uznał, że dodawanie aluminium powinno być zakazane, ponieważ istnieją przesłanki, że ma związek z chorobą Alzheimera, choć do tej pory nie udało się tego jednoznacznie udowodnić.

#### Folia aluminiowa
Folie aluminiowe o różnej grubości stosowane są do pakowania (m.in. żywności) oraz do różnorodnych celów w technikach laboratoryjnych. Folia aluminiowa jest także wykorzystywana jako tzw. lustro lub ekran cieplny (odbijający promieniowanie podczerwone) do zapobiegania utraty ciepła. W tym celu stosuje się albo samą folię aluminiową (np. o grubości 0,05 mm), albo połączoną trwale z materiałem termoizolacyjnym.

## Związki

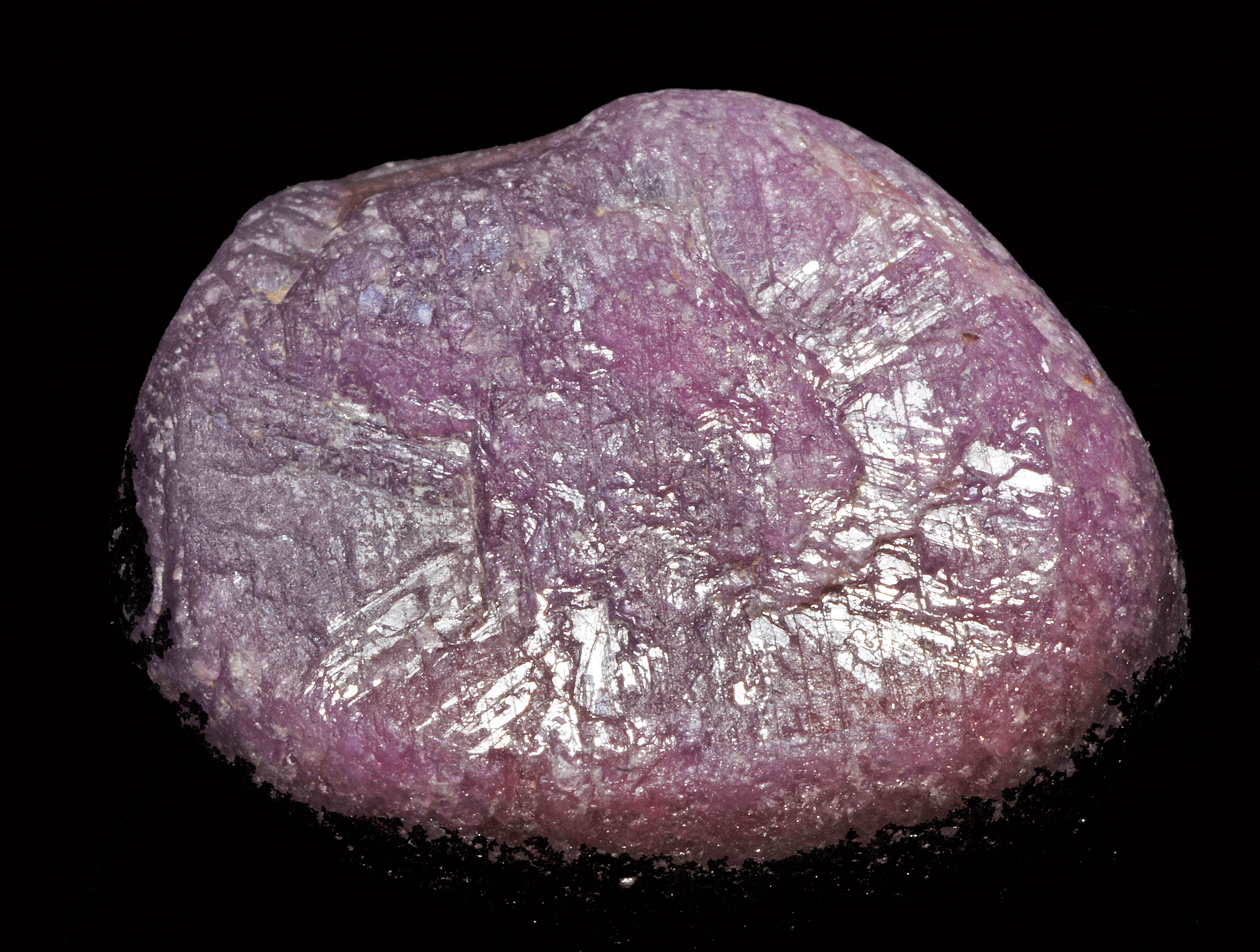
Rubin z Indii – czerwona odmiana korundu

Najważniejsze związki glinu to tlenek glinu i amfoteryczny wodorotlenek glinu. Glin tworzy też wodorek, a tetrahydroglinian litu LiAlH4 jest powszechnie stosowanym w chemii organicznej silnym środkiem redukującym. Duże znaczenie przemysłowe mają też aluminoksany, a zwłaszcza MAO (metylowy aluminoksan), z którego produkuje się sita molekularne, oraz powszechnie wykorzystuje jako stałe podłoże dla wielu katalizatorów. Glina i kaolin, powszechnie wykorzystywane przy produkcji ceramiki, to złożone mieszaniny glino-krzemianów.

## Znaczenie biologiczne

### Znaczenie dla fauny
Wodorowęglan glinu Al(HCO3)3, ortofosforan glinu AlPO4 oraz krzemian glinu Al2(SiO3)3 są stosowane jako leki przy nadkwasocie.
Udowodniono toksyczne działanie glinu na pacjentów z chroniczną niewydolnością nerek, jak również jego toksyczne działanie na układ krwiotwórczy. Podejrzewa się jego udział w etiopatogenezie choroby Alzheimera.
W pewnych określonych warunkach dopuszczony jest do użytkowania w gastronomii, jednak w przypadku termicznej obróbki żywności, przy bezpośrednim kontakcie z wodą, glin wykazuje wysoką rozpuszczalność i w nadmiernych ilościach przenika do pożywienia. Z tego powodu w Polsce już w latach 80. systematycznie wycofywano z użytku naczynia aluminiowe i obecnie jego znaczenie jest marginalne. Nadmiar glinu nadmiernie obciąża wątrobę, a przyjmowanie dużych dawek tego pierwiastka, zwłaszcza w okresie dzieciństwa, skutkuje upośledzeniem funkcji i mniejszą wydajnością tego organu w późniejszych latach. Ponadto należy wspomnieć, że glin łatwo asymiluje się ze związkami wapnia łatwo przyswajalnego do związków trudno przyswajalnych. Dlatego też należy ograniczać jego spożycie w okresie wzrostu i rozwoju układu kostnego. Nie jest również wskazane, aby w nadmiarze spożywały go osoby w trakcie leczenia złamań i cierpiące na odwapnienie kości.

### Znaczenie dla flory i gleb
Glin, podobnie jak krzem, nie jest pierwiastkiem niezbędnym dla życia roślin. Mało tego, w dużych ilościach może być toksyczny zarówno dla roślin, jak i dla zwierząt zjadających roślinę zawierającą glin. Obecność glinu w glebie związana jest z obecnością jonów H+. Aby pozbyć się glinu z gleby, najczęściej stosuje się równolegle neutralizacje pH oraz sadzenie roślin, które pobierają glin z gruntu w większych ilościach.

## Wytwarzanie
W skorupie ziemskiej występuje w znacznych ilościach, 8,2% wagowo. Wytwarzane jest z boksytu w następujących po sobie procesach:
1. proces Bayera
2. proces elektrolizy Halla-Héroulta